# Ballance Peak
Ballance Peak är en bergstopp i Antarktis. Den ligger i Östantarktis. Australien gör anspråk på området. Toppen på Ballance Peak är 2 298 meter över havet.
Terrängen runt Ballance Peak är kuperad åt sydost, men åt nordväst är den platt. Trakten är glest befolkad. Närmaste befolkade plats är Odell Glacier Station, 18,7 kilometer nordost om Ballance Peak.